# Bolitoglossa cataguana
Bolitoglossa cataguana es una especie de salamandras en la familia Plethodontidae.
Es endémica del Parque nacional Montaña de Yoro ubicado en el departamento de Francisco Morazán (Honduras) y el departamento de Yoro.
Su hábitat natural son los montanos húmedos tropicales o subtropicales.

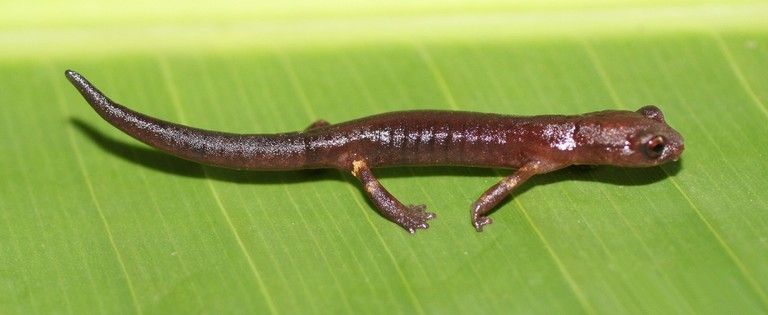
Una Bolitoglossa cataguana encima una hoja,en su hábitat natural.